# Elatostema rhizomatosum
Elatostema rhizomatosum är en nässelväxtart som först beskrevs av François Gagnepain, och fick sitt nu gällande namn av Q.Lin. Elatostema rhizomatosum ingår i släktet Elatostema och familjen nässelväxter. Inga underarter finns listade i Catalogue of Life.